# Porto di Portoferraio
Il porto di Portoferraio è il principale approdo dell'isola d'Elba per chi giunge dal mare, esso è situato sulla costa settentrionale nel comune di Portoferraio.

## Storia
La storia del porto di Portoferraio comincia con la fondazione di Cosmopoli, ossia l'antico nome della città di Portoferraio, nel 1548. Il progetto iniziale era a nome di Giovan Battista Bellucci ma l'effettiva esecuzione avvenne solo grazie a Giovan Battista Camerini. La fortezza era pienamente operativa già nel 1553 quando si trovò a fronteggiare, vittoriosamente, il pirata Dragut. Nel 1570 l'architetto Bernardo Buontalenti apportò delle migliorie logistiche e difensive, prevalentemente sul fronte di terra. A seguito di questi fatti storici e grazie alla sua conformazione il porto venne dichiarato una fortezza inespugnabile, prima dal cardinale Da Retz nel 1600 e poi dall'ammiraglio Orazio Nelson nel 1796:
(Orazio Nelson)
È oggi attrezzato come porto moderno.

## Curiosità
È l'unico porto in Italia in cui si deve tenere la sinistra, sia entrando che uscendo.